# 索美塞區政府

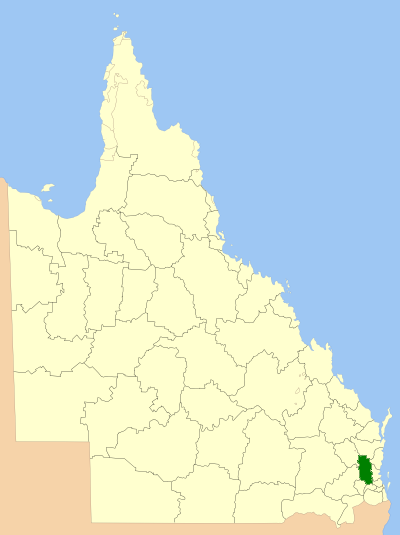
「索美塞區」位置圖

索美塞區政府（英語：Somerset Region）是澳大利亞昆士蘭州成立於2008年3月的一個地方政府，轄境有5,379平方公里，統轄著昔時的「艾斯克郡」與「吉爾考伊郡」。根據2006年的人口調查，居民有19,291人。

## 議會
索美塞區議會有議席6座；區長為直選；年度預算有澳幣2,400萬。

## 外部連結
- 索美塞區議會 （页面存档备份，存于）